# Alvarspindel
Alvarspindel (Gnaphosa lucifuga) är en spindelart som först beskrevs av Charles Athanase Walckenaer 1802.  Alvarspindel ingår i släktet Gnaphosa och familjen plattbuksspindlar. Arten är reproducerande i Sverige. Utöver nominatformen finns också underarten G. l. minor.